# Vlčice (ort i Tjeckien, Olomouc)
Vlčice är en ort i Tjeckien.   Den ligger i regionen Olomouc, i den östra delen av landet, 190 km öster om huvudstaden Prag. Vlčice ligger 353 meter över havet och antalet invånare är 458.
Terrängen runt Vlčice är kuperad åt sydväst, men åt nordost är den platt. Runt Vlčice är det ganska tätbefolkat, med 52 invånare per kvadratkilometer. Närmaste större samhälle är Jeseník, 17,1 km sydost om Vlčice. I omgivningarna runt Vlčice växer i huvudsak blandskog.